# Ромеро, Йоэль
Йоэль Ромеро Паласио (исп. Yoel Romero Palacio; род. 30 апреля 1977 года) — кубинский борец вольного стиля, а ныне боец смешанных боевых искусств, выступающий под эгидой Bellator MMA в средней весовой категории, ранее выступал в UFC. Бывший чемпион мира и серебряный призёр Олимпийских игр по вольной борьбе. 
В списке побежденных Ромеро бойцов находятся: Дерек Брансон, Брэд Таварес, Тим Кеннеди, Лиото Мачида, Роналду Соуза, Крис Вайдман, Люк Рокхолд, Мелвин Манхуф, Тиагу Сантус.

## Карьера в вольной борьбе
Ромеро начал заниматься борьбой в 1990-х годах, и в итоге представлял Кубу на взрослом уровне на чемпионатах мира по борьбе FILA, которые проводятся в неолимпийские годы, в 1997—2005 годах. На чемпионате мира по борьбе 1999 года Ромеро стал чемпионом мира, победив золотого олимпийского медалиста 1996 года Хаджимурада Магомедова из России. В 2002 году ему не удалось снова стать чемпионом мира. После трехочкового броска против Адама Сайтиева при счете 3:2 Ромеро был оштрафован на очко за пассивность за 20 секунд до конца. В овертайме, после схватки, в которой Ромеро оказался сверху, было решено, что Сайтиев заработал очко в промежутке.
Ромеро участвовал в Летних Олимпийских играх 2000 года и 2004 года, представляя свою родную страну Кубу. В 2000 году он завоевал серебряную медаль в соревнованиях по вольной борьбе, уступив в финале Адаму Сайтиеву. В 2004 году он занял четвертое место. Выступая в вольной борьбе, Ромеро победил трех обладателей золотых олимпийских медалей и пятерых чемпионов мира. Среди них были американцы Кейл Сандерсон и Лес Гатчес, над которыми Ромеро одержал множество побед.
Ромеро был призером на пяти чемпионатах мира, исключения — пятое место в 1997 году и шестое в 2003, когда он боролся с травмами. Среди других заметных достижений — золотая медаль на Панамериканских играх 2003 года, четырехгодичных соревнованиях, проводимых за год до Олимпийских игр, а также несколько призовых мест на Кубке мира по борьбе FILA. После 2005 года Ромеро выступал редко: он был отстранен на весь 2006 год Кубинской федерацией борьбы за то, что якобы бросил свой матч против Миндорашвили на чемпионате мира 2005 года. После победы на Гран-при Германии летом 2007 года он не вернулся на Кубу, решив остаться в Германии.
Затем Ромеро присоединился к Рингер-Бундеслиге, профессиональной лиге борьбы в Германии, в которой команды соревнуются за командные титулы. Ромеро выступал в основном составе команды SV Johannis Nuremberg, а также помогал тренеру и тренировал команду. Со временем он начал переходить в ММА.

## Карьера в ММА

### Начало карьеры
Ромеро дебютировал в смешанных единоборствах в декабре 2009 года, победив в Германии австрийца Сашу Вайнполтера.
В период 2008—2011 подготовкой Йоэля занимались тренеры Сергей Куфтин (боевое самбо, ММА) и Зике Симич (кикбоксинг) в «Peter Althof’s Martial Arts Gym Nuremberg». В течение следующих 3 лет, он накопил серию из 5 побед без поражений в различных промоушенах по всей Германии и Польше.

### Strikeforce
В июле 2011 года Ромеро подписал контракт со Strikeforce и дебютировал против Рафаэля Кавальканте 10 сентября 2011 года на Strikeforce: Barnett vs. Kharitonov. Ромеро проиграл бой нокаутом во втором раунде. Травма шеи не позволяла выступать Ромеро вплоть до 2013 года.

### Ultimate Fighting Championship
Ромеро дебютировал в UFC в среднем весе против Клиффорда Старкса 20 апреля 2013 года, на UFC on Fox 7. Он выиграл бой нокаутом в первом раунде и получил премию «Лучший нокаут вечера».
Бой Ромеро и Дерека Брансона планировался на 31 августа 2013 года на турнире UFC 164, однако Брансон получил травму и был снят с турнира.
В своём втором бою в UFC Ромеро столкнулся с Ронни Маркесом 6 ноября 2013 года, на UFC Fight Night 31. Ромеро выиграл бой нокаутом в третьем раунде.
В третьем бою в UFC Ромеро встретился лицом к лицу с Дереком Брансоном 15 января 2014 года на UFC Fight Night 35. Ромеро выиграл бой в третьем раунде техническим нокаутом. Оба бойца получили премию «Лучший бой вечера».
Далее Ромеро встретился с Брэдом Таваресом на UFC на Fox 11, выиграв бой единогласным решением.
Бой Ромеро и Тима Кеннеди состоялся 27 сентября 2014 года на турнире UFC 178. Бой закончился победой Ромеро техническим нокаутом в третьем раунде. По ходу боя разгорелся скандал. На последних секундах второго раунда Тим атаковал Ромеро и почти добился нокаута, но гонг спас кубинца. В перерыве перед третьим раундом Ромеро сидел на стуле дольше положенного почти на 30 секунд, отдыхая дольше Кеннеди, что по правилам является отказом от продолжения боя и наказывается дисквалификацией. Это было первое поражение Тима техническим нокаутом за тринадцать лет. Победа Ромеро принесла ему премию «Лучший бой вечера». 
Ромеро должен был провести свой следующий бой против Роналду Соуза 28 февраля 2015 года на UFC 184, однако Соуза выбыл из боя из-за пневмонии. Бой был перенесен на более поздний срок.
Бой с Соузой был первоначально перенесён на 18 апреля 2015 года на UFC on Fox 15, однако Ромеро был вынужден отказаться от боя в связи с разрывом мениска в колене.
Ромеро столкнулся с Лиото Мачида 27 июня 2015 года UFC Fight Night 70. Ромеро нокаутировал Мачиду на 1:38 третьего раунда серией ударов локтями, получив премиею «Выступление вечера».
Бой с Роналдо Соуза был запланирован в третий раз и состоялся 12 декабря 2015 года в рамках UFC 194. Ромеро выиграл бой раздельным решением судей.
Бой Ромеро против бывшего чемпиона в среднем весе Криса Вайдмана состоялся 12 ноября 2016 года на UFC 205. Ромеро выиграл поединок нокаутом в третьем раунде и получил премию «Выступление вечера».
В связи с травмой чемпиона в среднем весе, Майкла Биспинга, был назначен бой за титул временного чемпиона между Ромеро и Робертом Уиттакером, который состоялся 8 июля 2017 года на UFC 213. По результатам боя, Ромеро проиграл Уиттакеру единогласным решением.
Следующий бой провел на турнире UFC 221 В главном бою вечера Йоэль Ромеро нокаутировал Люка Рокхолда. Победитель поединка должен был стать временным чемпионом в среднем весе, но Ромеро не уложился в рамки категории, и UFC лишила бойца такой возможности.

### Нарушение антидопинговой политики
16 декабря 2015 года, спустя 4 дня после победы на турнире UFC 194, USADA сообщила о потенциальном нарушении антидопинговой политики. Дальнейшие тесты показали наличие в организме Ромеро ибутаморена, являющегося стимулятором секреции гормона роста. Ромеро удалось доказать что запрещенные вещества попали в его организм из-за загрязненных пищевых добавок.
28 мая 2019 года Ромеро выиграл ранее поданный иск на производителя загрязненного спортивного питания. Ромеро было присуждена выплата в размере 27 миллионов долларов из которых 3 миллиона за потерянную зарплату, 3 миллиона за ущерб репутации и 3 миллиона за эмоциональный ущерб. Сумма была утроена в связи с нарушением акта о «Мошенничестве с потребительским рынком» штата Нью-Джерси.

## Титулы и достижения
- Ultimate Fighting Championship
  - Обладатель премии «Лучший бой вечера» (пять раз) против Дерека Брансона, Тима Кеннеди , Роберта Уиттакера (x2) и Паулу Косты
  - Обладатель премии «Выступление вечера» (два раза) против Лиота Мачиды и Криса Вайдмана
  - Обладатель премии «Лучший нокаут вечера» (один раз) против Клиффорда Старкса
- MMA DNA.nl
  - 2018 «Бой года»[23]против
- MMAjunkie.com
  - 2019 «Бой месяца» (август) против Паулу Косты[24]

## Статистика
| Боёв 23  | Побед 16 | Поражений 7 |
| -------- | -------- | ----------- |
| Нокаутом | 13       | 1           |
| Сдачей   | 0        | 0           |
| Решением | 3        | 6           |

| Результат | Рекорд | Соперник          | Способ                                 | Турнир                                  | Дата             | Раунд | Время | Место                      | Примечание                                                                            |
| --------- | ------ | ----------------- | -------------------------------------- | --------------------------------------- | ---------------- | ----- | ----- | -------------------------- | ------------------------------------------------------------------------------------- |
| Победа    | 16–7   | Тиагу Сантус      | Единогласное решение                   | PFL vs. Bellator                        | 24 февраля 2024  | 3     | 5:00  | Эр-Рияд, Саудовская Аравия |                                                                                       |
| Поражение | 15-7   | Вадим Немков      | Единогласное решение                   | Bellator 297                            | 16 июля 2023     | 5     | 5:00  | Чикаго, США                | Бой за титул чемпиона Bellator в полутяжёлом весе                                     |
| Победа    | 15-6   | Мелвин Манхуф     | Нокаут (удары локтем)                  | Bellator 285                            | 23 сентября 2022 | 3     | 3:34  | Дублин, Ирландия           |                                                                                       |
| Победа    | 14-6   | Алекс Полицци     | Технический нокаут (удары)             | Bellator 280                            | 6 мая 2022       | 3     | 4:59  | Париж, Франция             |                                                                                       |
| Поражение | 13-6   | Фил Дэвис         | Раздельное решение                     | Bellator 266                            | 18 сентября 2021 | 3     | 5:00  | Сан-Хосе, Калифорния, США  | Вернулся в Полутяжелый вес                                                            |
| Поражение | 13-5   | Исраэль Адесанья  | Единогласное решение                   | UFC 248                                 | 7 марта 2020     | 5     | 5:00  | Лас-Вегас, США             | Бой за титул чемпиона UFC в среднем весе                                              |
| Поражение | 13-4   | Паулу Коста       | Единогласное решение                   | UFC 241                                 | 17 августа 2019  | 3     | 5:00  | Анахайм, США               | «Лучший бой вечера» (5)                                                               |
| Поражение | 13-3   | Роберт Уиттакер   | Раздельное решение                     | UFC 225                                 | 9 июня 2018      | 5     | 5:00  | Чикаго, США                | Не титульный бой (Ромеро не сделал вес); «Лучший бой вечера» (4); «Бой года» (1)      |
| Победа    | 13-2   | Люк Рокхолд       | Нокаут (удары)                         | UFC 221                                 | 11 февраля 2018  | 3     | 1:48  | Перт, Австралия            | Изначально бой за титул временного чемпиона UFC в среднем весе (Ромеро не сделал вес) |
| Поражение | 12-2   | Роберт Уиттакер   | Единогласное решение                   | UFC 213                                 | 8 июля 2017      | 5     | 5:00  | Лас-Вегас, Невада, США     | Бой за титул временного чемпиона в среднем весе; «Лучший бой вечера» (3)              |
| Победа    | 12-1   | Крис Вайдман      | Нокаут (удар коленом в прыжке и удары) | UFC 205                                 | 12 ноября 2016   | 3     | 0:24  | Нью-Йорк, США              | «Выступление вечера» (2)                                                              |
| Победа    | 11-1   | Роналду Соуза     | Раздельное решение                     | UFC 194                                 | 12 декабря 2015  | 3     | 5:00  | Лас-Вегас, США             |                                                                                       |
| Победа    | 10-1   | Лиото Мачида      | Нокаут (удары локтями)                 | UFC Fight Night: Machida vs. Romero     | 27 июня 2015     | 3     | 1:38  | Холливуд, США              | «Выступление вечера» (1)                                                              |
| Победа    | 9-1    | Тим Кеннеди       | Технический нокаут (удары)             | UFC 178                                 | 27 сентября 2014 | 3     | 0:38  | Лас-Вегас, США             | «Лучший бой вечера» (2)                                                               |
| Победа    | 8-1    | Брэд Таварес      | Единогласное решение                   | UFC on Fox: Werdum vs. Browne           | 19 апреля 2014   | 3     | 5:00  | Орландо, США               |                                                                                       |
| Победа    | 7-1    | Дерек Брансон     | Технический нокаут (удары локтями)     | UFC Fight Night: Rockhold vs. Philippou | 15 января 2014   | 3     | 3:23  | Дулут, США                 | «Лучший бой вечера» (1)                                                               |
| Победа    | 6-1    | Ронни Маркес      | Нокаут (удары)                         | UFC: Fight for the Troops 3             | 6 ноября 2013    | 3     | 1:39  | Форт-Кемпбел, США          |                                                                                       |
| Победа    | 5-1    | Клиффорд Старкс   | Нокаут (удар коленом в прыжке и удары) | UFC on Fox: Henderson vs. Melendez      | 20 апреля 2013   | 1     | 1:32  | Сан-Хосе, США              | Дебют в среднем весе «Лучший нокаут вечера» (1)                                       |
| Поражение | 4-1    | Рафаэл Кавалканти | Нокаут (удары руками и коленями)       | Strikeforce: Barnett vs. Kharitonov     | 10 сентября 2011 | 2     | 4:51  | Цинциннати, США            |                                                                                       |
| Победа    | 4-0    | Ласло Эк          | Нокаут (удар)                          | Fight of the Night 2011                 | 27 мая 2011      | 1     | 0:33  | Грединг, Германия          |                                                                                       |
| Победа    | 3-0    | Никита Петровс    | Технический нокаут (сдача)             | SFC 3: MMA Fight Night                  | 5 марта 2011     | 1     | 2:58  | Гисен, Германия            |                                                                                       |
| Победа    | 2-0    | Михал Фиджолка    | Технический нокаут (сдача)             | IFF: The Eternal Struggle               | 8 октября 2010   | 3     | 4:05  | Домброва-Гурнича, Польша   |                                                                                       |
| Победа    | 1-0    | Саша Вайнполтер   | Технический нокаут (удары)             | Fight of the Night 2009                 | 20 декабря 2009  | 1     | 0:48  | Нюрнберг, Германия         |                                                                                       |